# Pangrapta griseola
Pangrapta griseola là một loài bướm đêm trong họ Erebidae.